# Doble Copacabana Grand Prix Fides
La Doble Copacabana Grand Prix Fides fue una carrera ciclística disputada en Bolivia en el departamento de La Paz. Fue creada en 1997 e hizo parte en 2006 y 2007 del UCI America Tour con categoría 2.2. En 2008, la prueba fue reemplazada por la Vuelta a Bolivia.

## Palmarés
| - 1997: Graciano Fonseca - 1998: Ismael Sarmiento - 1999: Jairo Pérez - 2000: Ismael Sarmiento - 2001: Jairo Pérez - 2002: Francisco Colorado | - 2003: Álvaro Sierra - 2004: Javier de Jesús Zapata - 2005: Libardo Niño - 2006: Juan Diego Ramírez - 2007: Óscar Soliz |

## Palmarés por países
| País     | Victorias |
| -------- | --------- |
| Colombia | 10        |
| Bolivia  | 1         |